# Jamaicas damlandslag i volleyboll
Jamaicas damlandslag i volleyboll representerar Jamaica i volleyboll på damsidan. Laget har deltagit i nordamerikanska mästerskapet 2017, panamerikanska cupen 2005 samt i karibiska mästerskapet vid åtskilliga tillfällen.

### Fotnoter
1. ↑  Todor Krastev. ”Women Volleyball II Caribbean Championship 1992 Jamaica - Winner Bahamas” (på engelska). http://www.todor66.com/volleyball/Norceca/Women_Caribbean_1992.html. Läst 10 mars 2024.
2. ↑  Todor Krastev. ”Women Volleyball VI Caribbean (CAZOVA) Championship 1996 US Virgin Islands - Winner Trinidad Tobago” (på engelska). http://www.todor66.com/volleyball/Norceca/Women_Caribbean_1996.html. Läst 10 mars 2024.
3. ↑  Todor Krastev. ”Women Volleyball VII Caribbean Championship 1998 Martinique - Winner Barbados” (på engelska). http://www.todor66.com/volleyball/Norceca/Women_Caribbean_1998.html. Läst 10 mars 2024.
4. ↑  Todor Krastev. ”Women Volleyball VIII Caribbean Championship 2000 Barbados 15-23.07 - Winner Barbados” (på engelska). http://www.todor66.com/volleyball/Norceca/Women_Caribbean_2000.html. Läst 10 mars 2024.
5. ↑  Todor Krastev. ”Women Volleyball X Caribbean Championship 2004 Barbados - Winner Barbados” (på engelska). http://www.todor66.com/volleyball/Norceca/Women_Caribbean_2004.html. Läst 10 mars 2024.
6. ↑  ”IV Women’s Pan-AmericanVolleyball Cup 2005” (på engelska). North, Central America and Caribbean Volleyball Confederation. https://www.norceca.net/IV%20Copa%202005%20Calendar.htm. Läst 19 mars 2023.
7. ↑  Todor Krastev. ”Women Volleyball XII Caribbean (CAZOVA) Championship 2008 14-20. 07 Bridgetown (BAR) - Winner Trinidad Tobago” (på engelska). http://www.todor66.com/volleyball/Norceca/Women_Caribbean_2008.html. Läst 10 mars 2024.
8. ↑  ”CAZOVA Championship 2010 » classification :” (på engelska). Volleybox. https://women.volleybox.net/women-cazova-championship-2010-o30733. Läst 20 oktober 2023.
9. ↑  Todor Krastev. ”Women Volleyball XIV Caribbean (CAZOVA) Championship 2012 St. Croix (USV) 24-29.07 - Winner Trinidad Tobago” (på engelska). http://www.todor66.com/volleyball/Norceca/Women_Caribbean_2012.html. Läst 10 mars 2024.
10. ↑  Todor Krastev. ”Women Volleyball XV Caribbean (CAZOVA) Championship 2014 Port of Spain (TRI) - Winner Trinidad Tobago” (på engelska). http://www.todor66.com/volleyball/Norceca/Women_Caribbean_2014.html. Läst 10 mars 2024.